# Mercedes-Benz Classe CLK (Type 208)
La gamme Mercedes-Benz 208 (Type 208) a été fabriquée en coupé (C 208) de mi-1997 à l’été 2002 et en cabriolet (A 208) de mi-1998 au printemps 2003 et elle était la première génération de Mercedes-Benz Classe CLK.
La désignation W 208 n’est pas officiellement utilisée par Mercedes-Benz car la CLK n’est pas une berline ("Wagen" (voiture)), mais elle est utilisée en tant que terme collectif pour les C 208 et A 208.
Techniquement, la Type 208 est basée sur la plate-forme de l’ancienne Classe C (Type 202). Extérieurement, la CLK est basée sur l’étude de conception CE 500 du début des années 1990, ce qui la rend plus proche de la Type 210.
De 2000 à 2002, Mercedes-Benz a utilisé la forme de ce modèles pour les voitures de course DTM.

## Historique du modèle

### Général

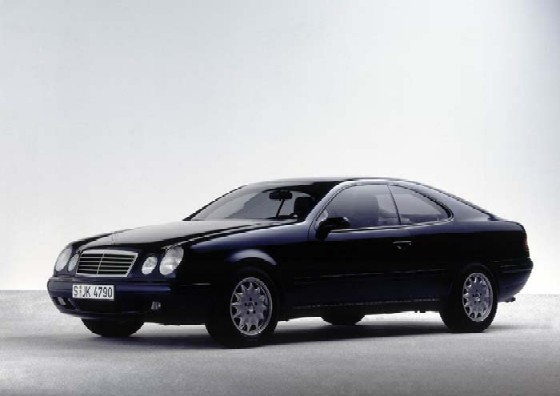
Étude Coupé de 1993

La première étude d’un concept car dans le style de la CLK, dont certains étaient très proches du modèle de production, était déjà visible au Salon de l’automobile de Genève en mars 1993.
Après que Mercedes-Benz ait arrêté la production de la C 124 fin 1996, la CLK a été livrée à partir d’août 1997 en tant que successeur indirect (puisque la Classe C servait désormais de base). Contrairement à la prédécesseur basée sur la W 124, cette gamme avait un montant B fixe, de sorte que les fenêtres ne pouvaient plus être abaissées entre le montant B et C. Pour la première fois dans un coupé Mercedes-Benz, une option de chargement avec une banquette arrière rabattable était proposée de série, divisée selon un rapport 1/3-2/3. Au départ, il y avait les finitions d’équipement Elegance et Sport, il y avait trois moteurs essence au choix.
En juin 1998, le cabriolet est lancé. En mai 1999, plus de 100 000 coupés et 21 000 cabriolets avaient été vendus.
En septembre 1999, il y a eu un lifting avec des changements externes. L’équipement standard s’enrichit. Le coupé a été abandonné en juin 2002, le cabriolet a été fabriqué jusqu’en mai 2003.

### CLK (1997-1999)
La version originale de la CLK a été produite de juin 1997 à août 1999 et elle était disponible dans les variantes de base Sport (sans supplément) et Elegance.

#### Équipement standard
L’équipement de série inclus, entre autres : airbags conducteur, passager avant et latéraux a l’avant, ABS, ASR, rétroviseurs extérieurs chauffants et réglables électriquement, affichage de la température extérieure, reconnaissable automatique d’un siège enfant, assistance au freinage, sièges arrière rabattables, vitres électriques, tendeur de ceinture avec limiteur d’effort, déverrouillage à distance du couvercle du coffre, jantes en alliage léger au design à sept trous, direction assistée, verre d’isolation thermique tout autour, clé à radio-télécommande infrarouge, antidémarrage électronique et verrouillage centralisé avec bouton de verrouillage à l’intérieur.
L’équipement standard du niveau de finition Sport avait en plus : des cadrans de compteur de vitesse et des cadrans de commande de chauffage brillants, insigne "Sport" sur le levier de vitesses, tissu d’ameublement Mescalero et pièces de garniture qui ressemblaient à du plastique renforcé de fibres de carbone.
La gamme d’équipements Elegance, qui coûte environ 600 euros de plus, comprenait également des feux de sortie dans les portes. De plus, certains éléments de conception ont été modifiés par rapport à l’équipement Sport, notamment les roues à cinq trous, les cadrans de compteur de vitesse et les cadrans de contrôle de chauffage foncés, le badge "Elegance" sur le levier de vitesses, le tissu d’ameublement Neptun, les éléments décoratifs en placage de ronce de noyer, les poignées de porte avec insert chromé et le cadre chromé caractéristique autour des vitres latérales.

#### Équipement spécial
Un grand nombre d’options supplémentaires pouvaient être sélectionnées pour la CLK, seules les plus importantes sont mentionnées ici : transmission automatique à 5 vitesses (toujours avec régulateur de vitesse), attelage de remorque, ESP pour les modèles à moteurs six cylindres, rétroviseurs intérieurs et extérieurs à atténuation automatique, climatiseur/contrôle du climat, finition mémoire (réglage électrique du siège), niveau de contrôle, diverses peintures métallisées et jantes, Parktronic (aides au stationnement), capteur de pluie, lave-glace chauffant, toit ouvrant, sièges multicontours, sièges chauffants et phares au xénon.

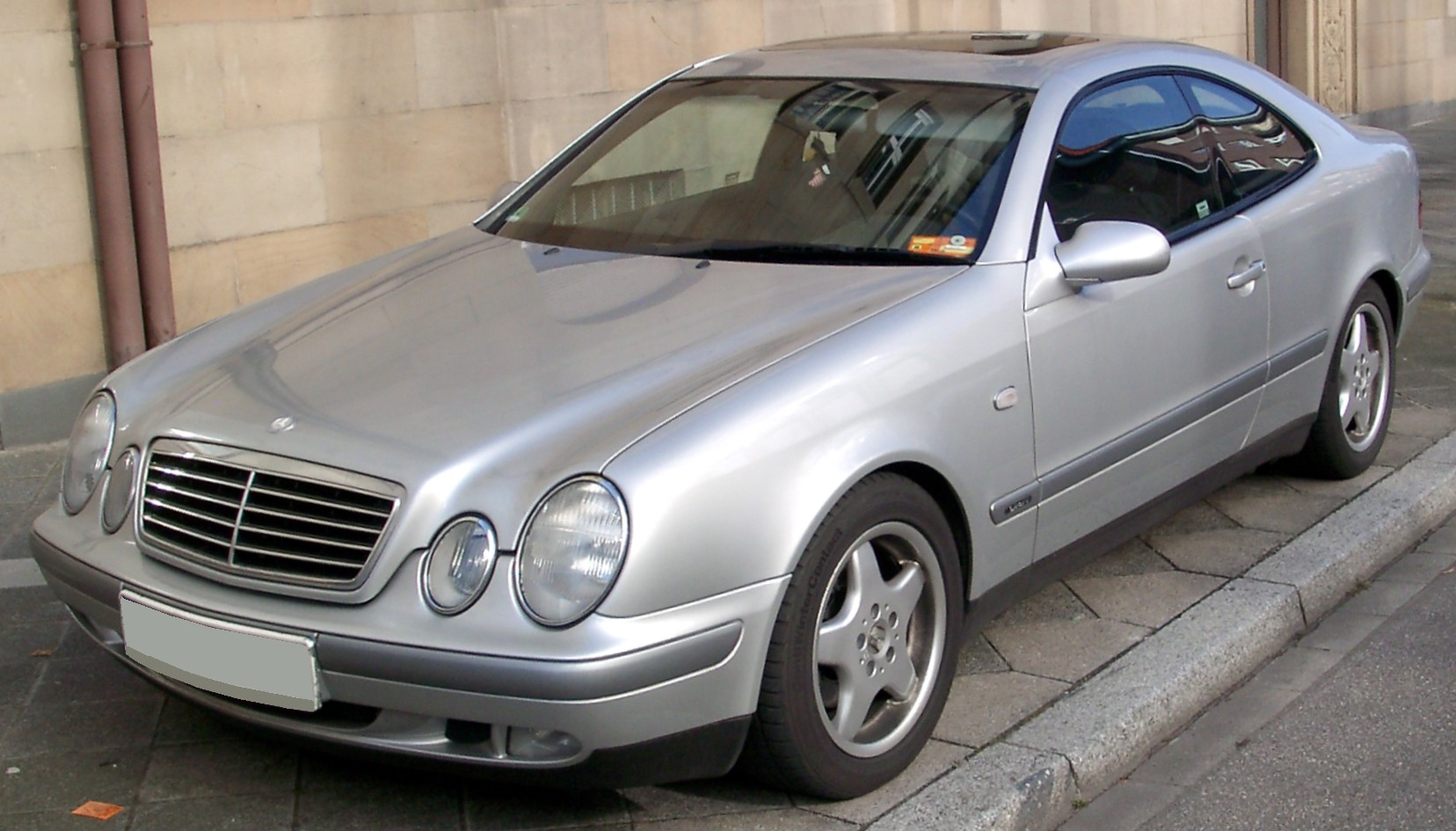
Mercedes-Benz CLK coupé (1997–1999)
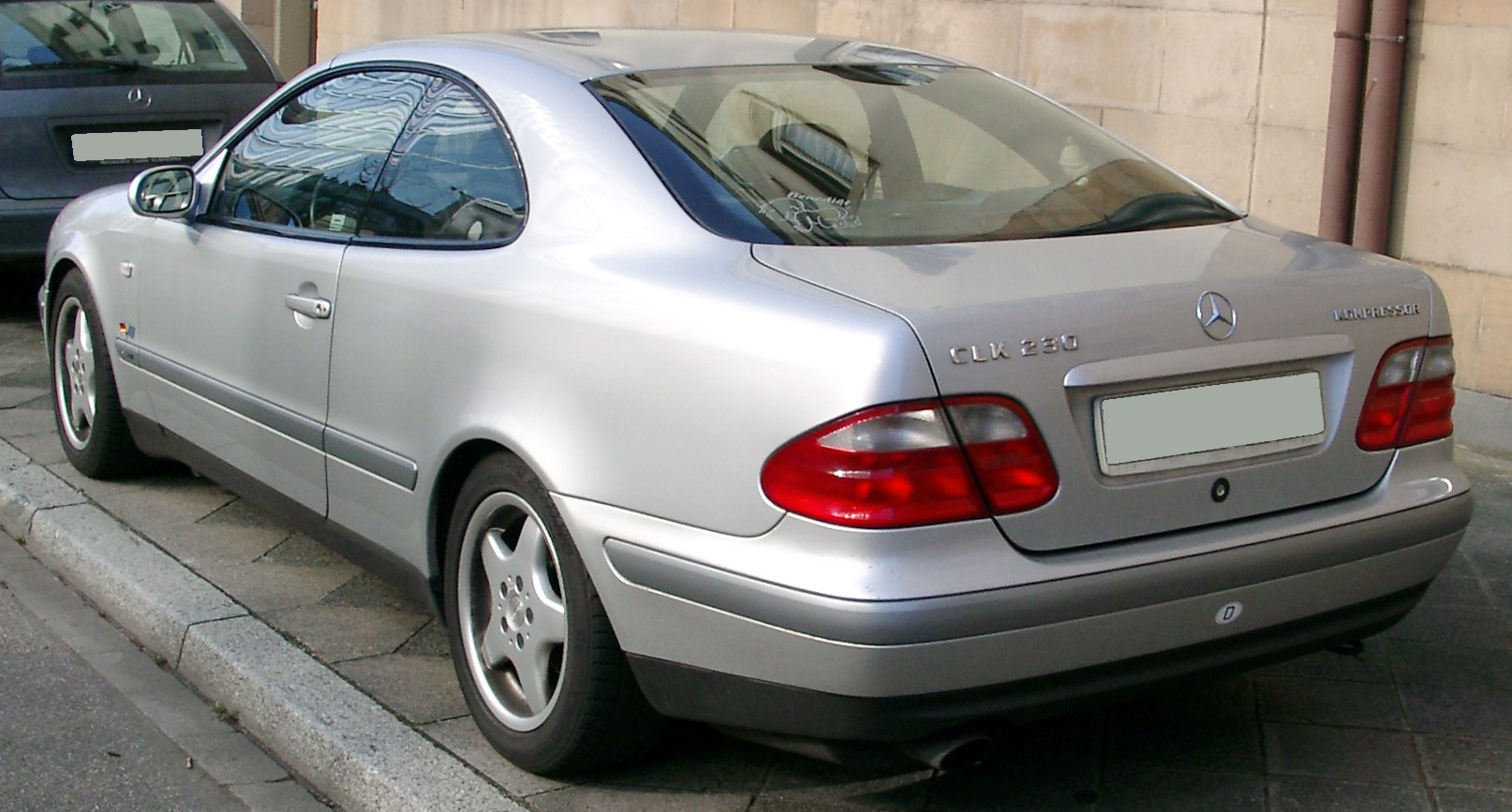
Vue arrière
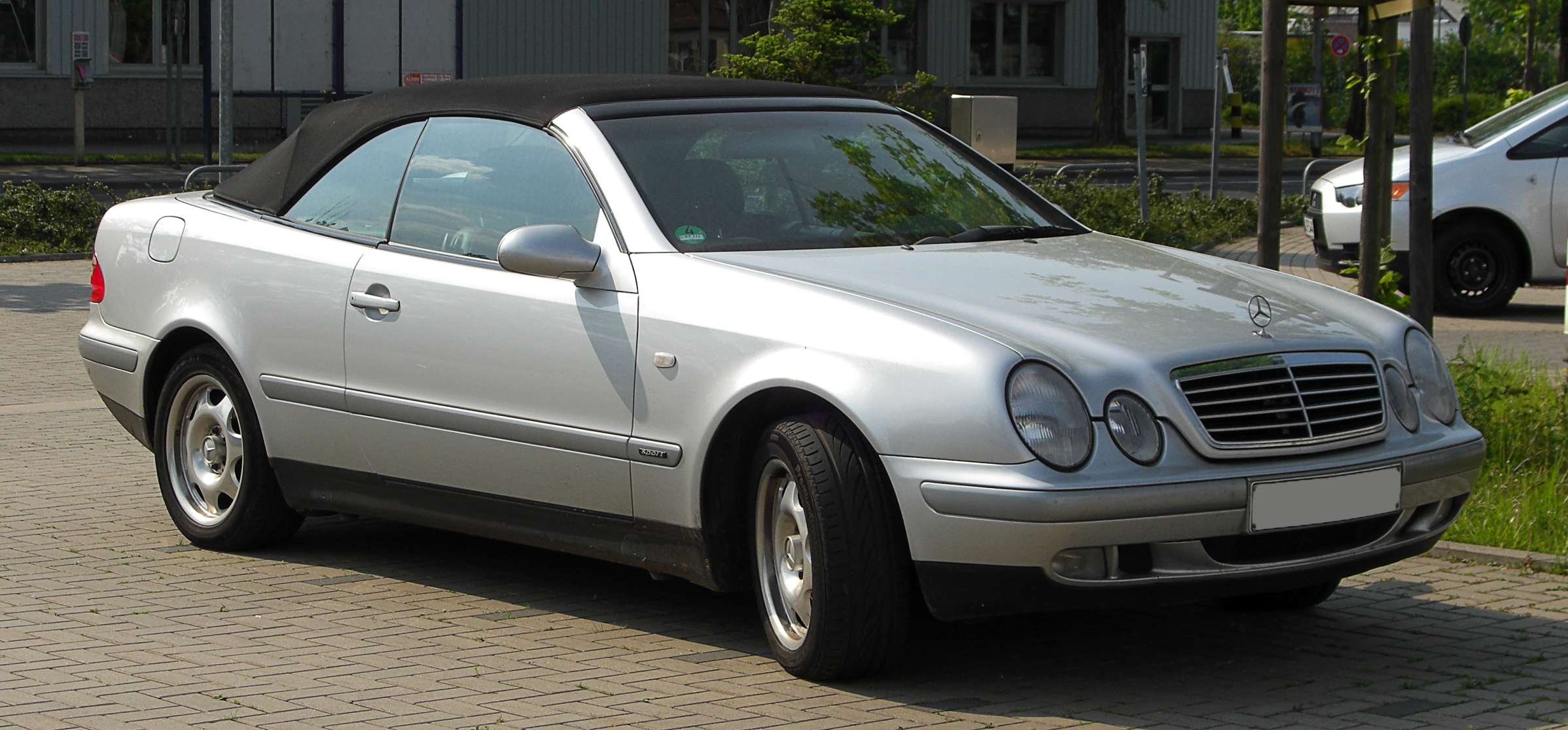
Mercedes-Benz CLK 200 cabriolet (1998–1999)
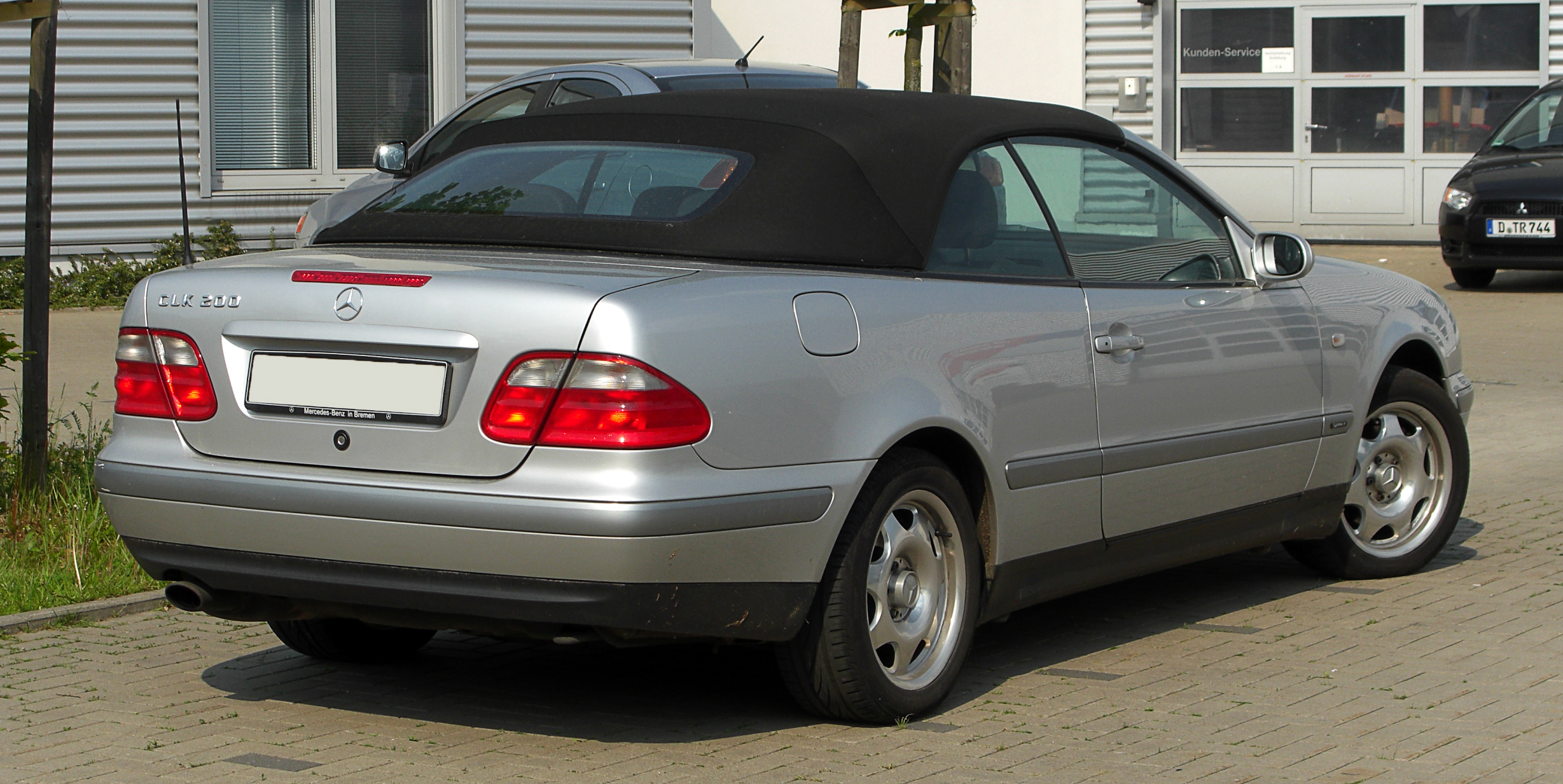
Vue arrière

### CLK (1999-2003)
La version modifiée de la CLK, sortie de la chaîne de montage de septembre 1999 jusqu’à juin 2002 (jusqu’en mai 2003 pour le cabriolet), est apparue après seulement deux ans. La finition d’équipement Sport a été omise. Désormais, les finitions Elegance et Avantgarde pouvaient être commandées. L’Avantgarde était la continuation de la finition Sport, qui visait à donner une impression un peu plus dynamique. À partir de mi-2000, des moteurs quatre cylindres révisés ont également été installés.
En 2001, la finition d’équipement Master Edition et, lors de la dernière année de construction, 2002, la Final Edition n’étaient disponibles que pour le cabriolet, qui se distinguait des deux autres finitions par un équipement standard étendu, principalement de nature visuelle.

#### Équipement standard
Le lifting a amené l’équipement standard à un niveau typique et contemporain. De plus, quelques modifications ont été apportées à l’extérieur; l’équipement de série inclus désormais : volant multifonction, feux de sortie, calculateur de trajet, réglage du siège partiellement électrique, régulateur de vitesse, ESP, boîte de vitesses mécanique à six rapports (également à partir de mars 2000 pour la CLK 200 Kompressor), gicleurs de lave-glace chauffants, ordinateur de bord avec, par exemple, affichage de la consommation et écran plus grand, pare-chocs et bas de caisse modifiés et de couleur carrosserie et (la caractéristique la plus frappante d’une CLK reliftée) rétroviseurs extérieurs modifiés avec clignotants intégrés.
La finition d’équipement Elegance avait toujours les éléments de design habituels avec en plus : cadres chromés, décor en bois de racine, badge "Elegance", vitrage teinté en vert, poignées de porte avec application chromée et jantes de 16 pouces au design Elegance.
La gamme d’équipements Avantgarde a entraîné des changements dans la conception, entre autres : verre thermo-isolant en bleu tout autour, garniture en érable piqué, cadrans gris, cadres de vitres latérales en hématite, jantes de 16 pouces à sept branches et garniture latérale/de pare-chocs de couleur carrosserie. Contrairement aux autres Classe, l’équipement Avantgarde de la CLK n’a pas conduit à un réglage de la suspension plus bas ou plus sportif.

#### Équipement spécial
Les options les plus importantes qui pouvaient désormais être sélectionnées étaient : la transmission automatique (nouvelle version avec grille de changement de vitesse modifiée, réponse plus rapide et Steptronic manuel, toujours à 5 vitesses), la transmission Sequentronic (transmission semi-automatique, avec mode automatique) et finition AMG. De plus, divers équipements multimédias plus modernes tels que l’Audio 30 APS ou le COMAND 2.0 pouvaient être sélectionnés.

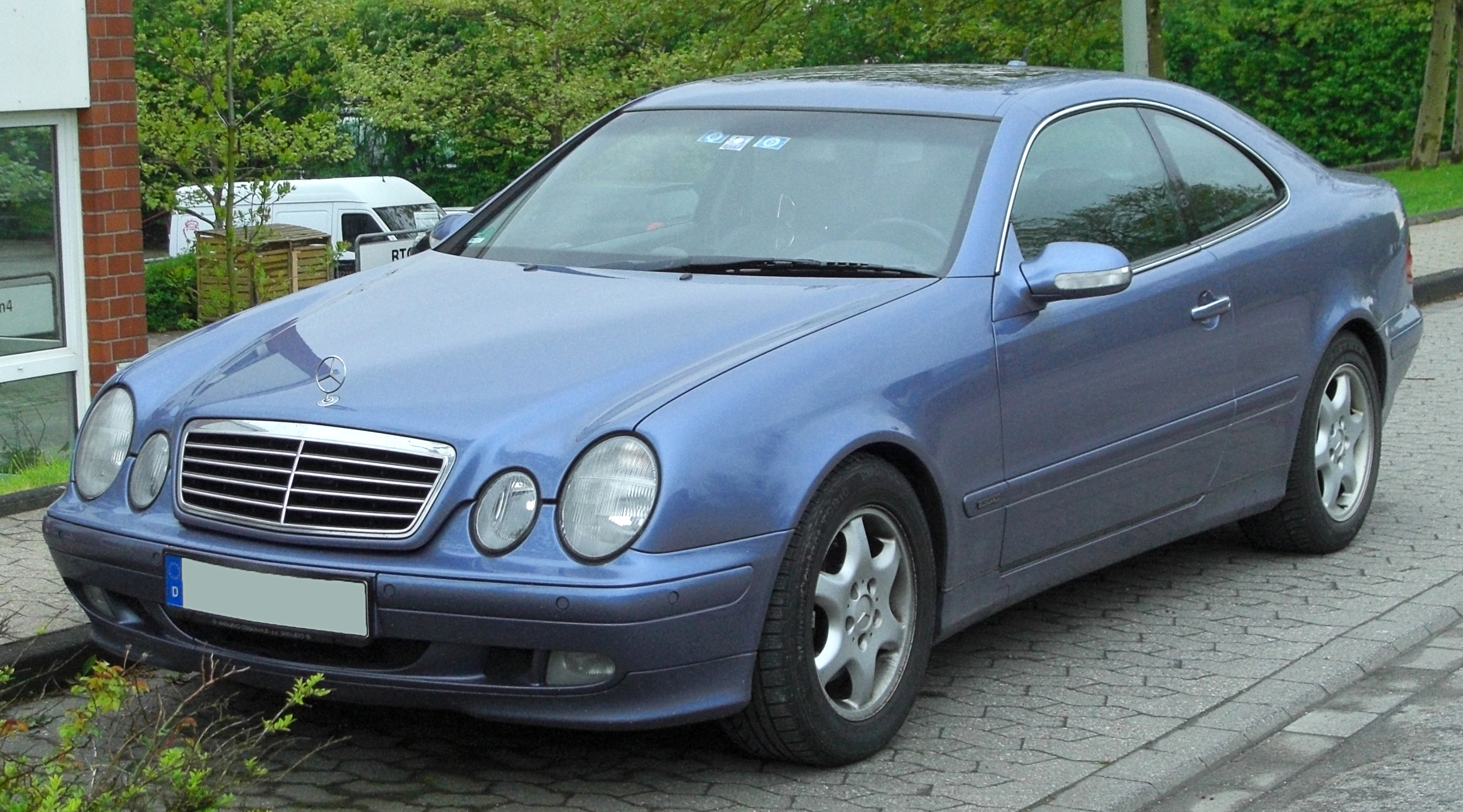
Mercedes-Benz CLK coupé (1999–2002)
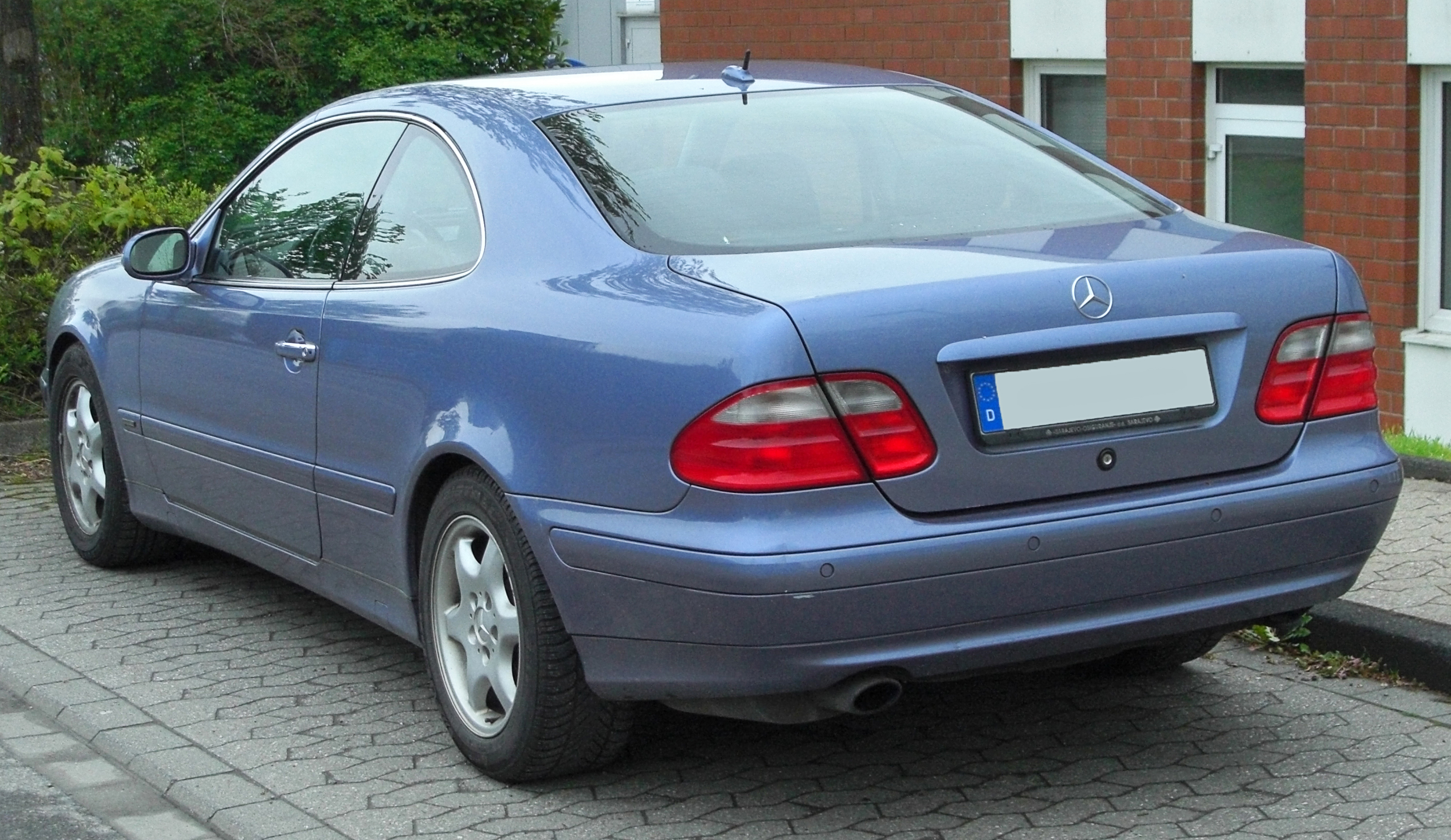
Vue arrière
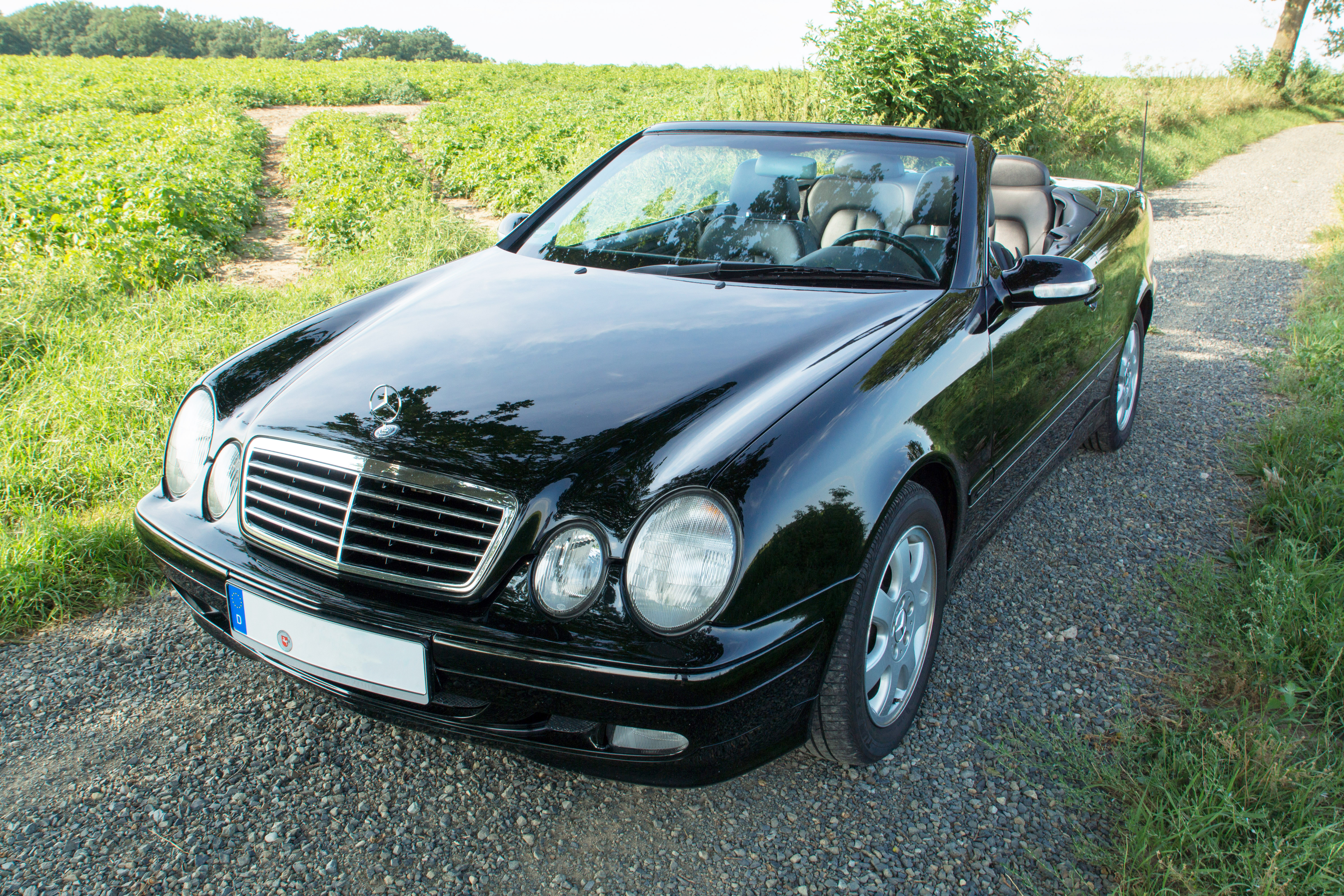
Mercedes-Benz CLK cabriolet (1999–2003)
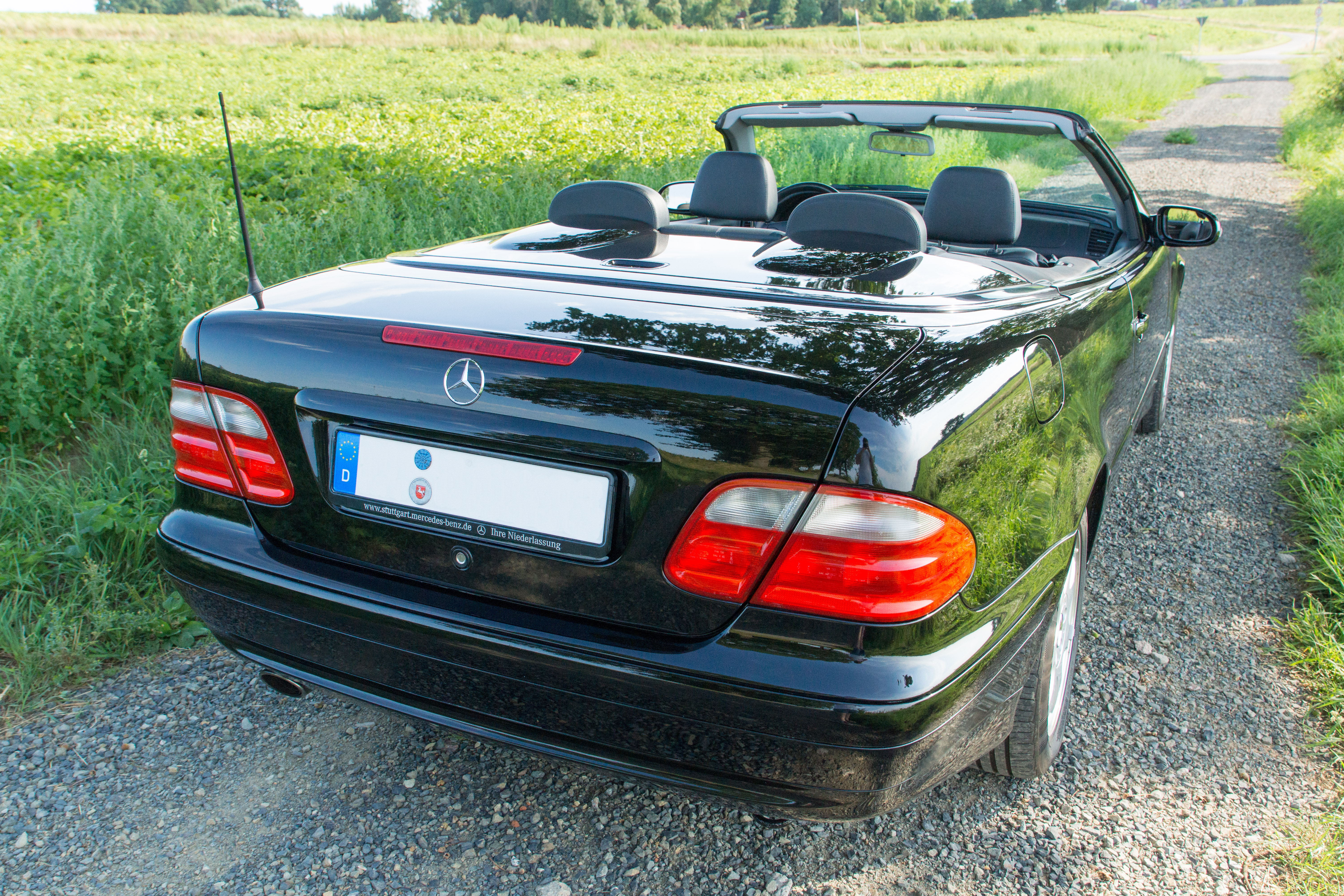
Vue arrière
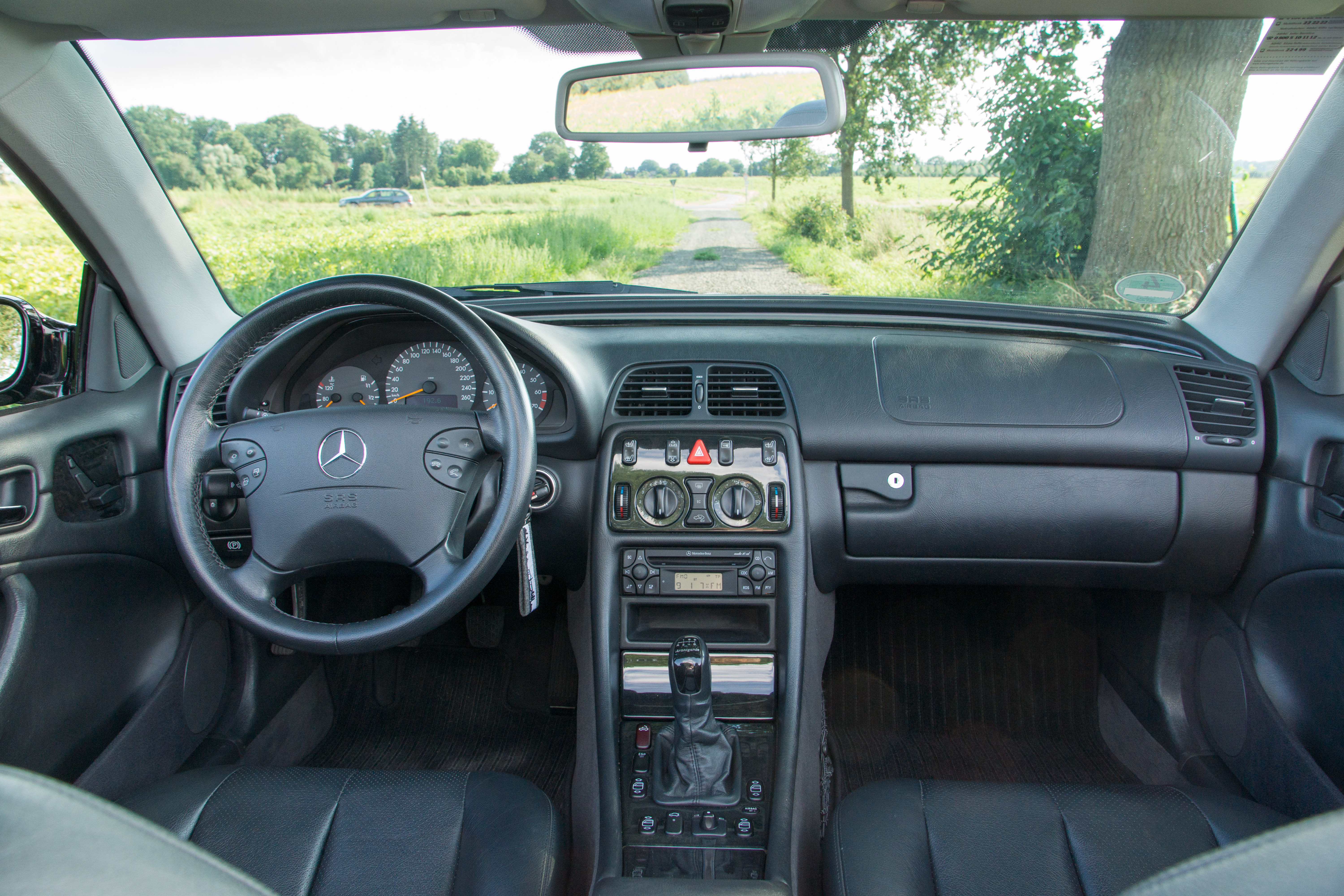
Intérieur (1999–2003)

##### Chiffres de production de 1997 à 2003
C 208 (coupé)

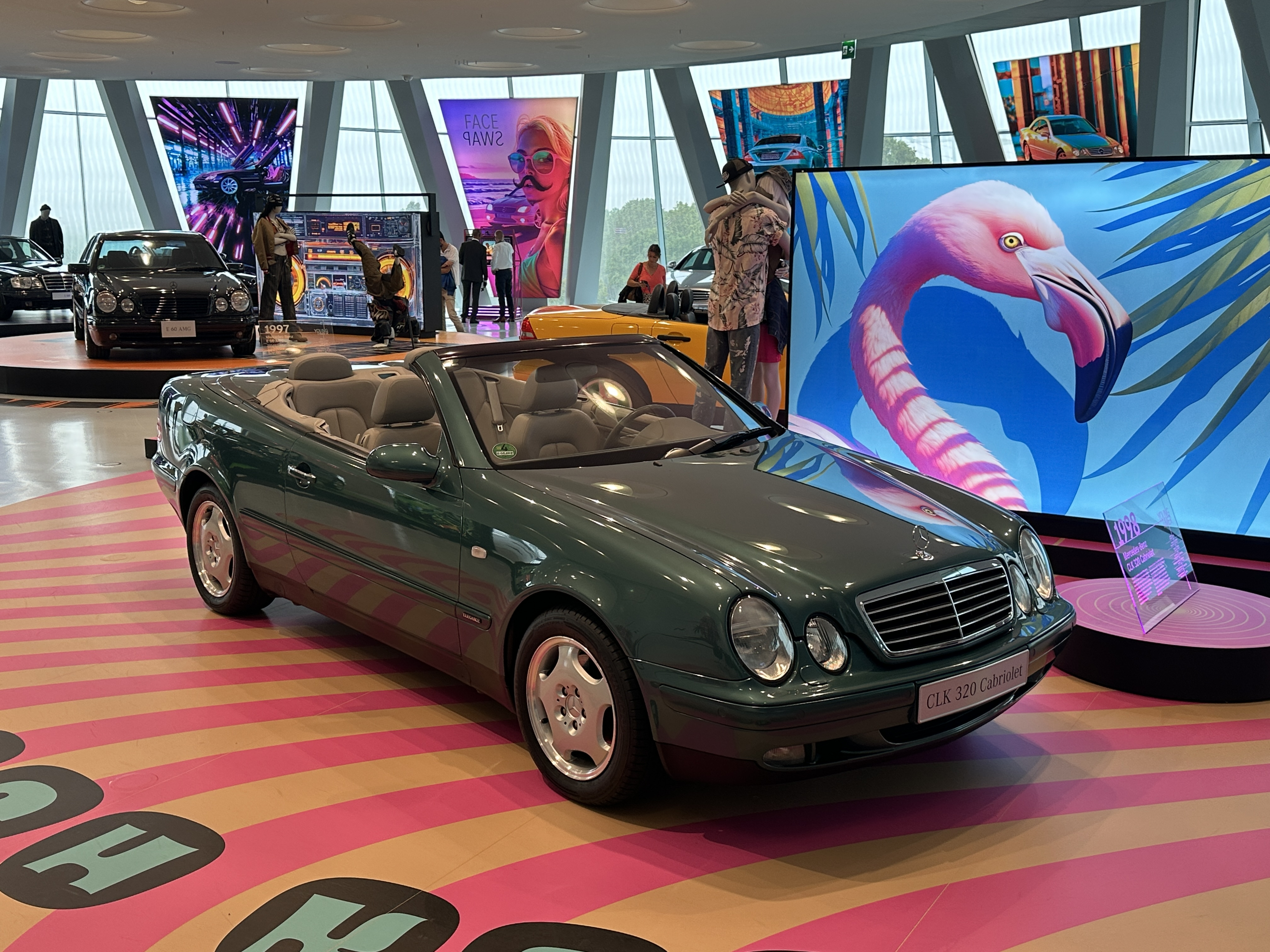
Classe CLK 320 Cabriolet exposée au musée Mercedes-Benz de Stuttgart.

- CLK 200 (136 ch/100 kW) 45 890 unités
- CLK 200 K (192 ch/141 kW) 36 500 unités (exportation uniquement)
- CLK 200 K (163 ch/120 kW) 24 639 unités
- CLK 230 K (193 ch/142 kW) 49 000 unités
- CLK 230 K (197 ch/145 kW -> moteur -> E23 ML EVO) 14 555 unités
- CLK 320 (218 ch/160 kW) 68 778 unités
- CLK 430 (279 ch/205 kW) 22 660 unités
- CLK 55 AMG (347 ch/255 kW) 3 381 unités

Contrairement à la CLK 55 AMG cabriolet, la CLK 55 AMG coupé était fabriquée en production continue chez Karmann Osnabrück.
Cabriolet (A 208)
- CLK 200 (136 ch/100 kW) 9 000 unités
- CLK 200 K (192 ch/141 kW) (exportation uniquement) 10 300 unités
- CLK 200 K (163 ch/120 kW) (exportation inclus) 10 300 unités
- CLK 230 K (193 ch/142 kW) 19 700 unités
- CLK 320 (218 ch/160 kW) 32 500 unités
- CLK 430 (279 ch/205 kW) 12 200 unités
- CLK 55 AMG (347 ch/255 kW) 400 unités (uniquement des produits sur mesure sur demande spéciale du client)

La CLK 55 AMG cabriolet n’était pas vendue dans le programme régulier et ne pouvait être commandée directement auprès de Daimler Benz AG que par des clients sélectionnés. Le modèle 208.470 (208.474 aux États-Unis) avait la désignation de construction A 208 E55 et il était initialement créé par Karmann Osnabrück en tant que CLK 430 cabriolet, qui était construit sans le moteur, la transmission et le système d’échappement, il était ensuite apporté à AMG et complété à la main là-bas pour devenir la CLK 55 AMG convertie. La conversion pour le nouveau véhicule, y compris les jantes en alliage AMG et la finition de style AMG, était ajoutée au prix de base d’une CLK 430 cabriolet à 69 020,00 Deutsche Mark (en 04/1999) pour finir à 114 572,52 Deutsche Mark.

## Vulnérabilités techniques
Un point faible du modèle est la transmission manuelle plutôt crantée, un problème qui ne se produit naturellement pas avec l’automatique. De plus, il existe une sensibilité légère à forte à la rouille (selon la séquence de production du véhicule) sur les passages de roue, la bande de protection sur le couvercle du coffre et autour de la serrure du couvercle de coffre. Les modèles Type 208 présentent également souvent des points faibles dans l’électronique embarquée, tels que des segments défaillants dans le combiné d’instrumentations et des systèmes de commande défaillants. De plus, le volet de recyclage d’air de l’appareil de chauffage peut se coincer. De plus, la chaîne de distribution se fissure parfois si la culasse n’est pas réparée correctement,.
Malgré divers petits points faibles, les modèles Type 208 sont extrêmement fiables et, avec un entretien et des soins appropriés, atteignent des kilométrages élevés de bien plus de 300 000 km dans certains cas,.